# خدا آمریکا را در پناه خود نگه دارد (فیلم)
خدا آمریکا را در پناه خود نگه دارد  (به انگلیسی: God Bless America) یک فیلم کمدی سیاه محصول سال ۲۰۱۱ آمریکا است.

## داستان

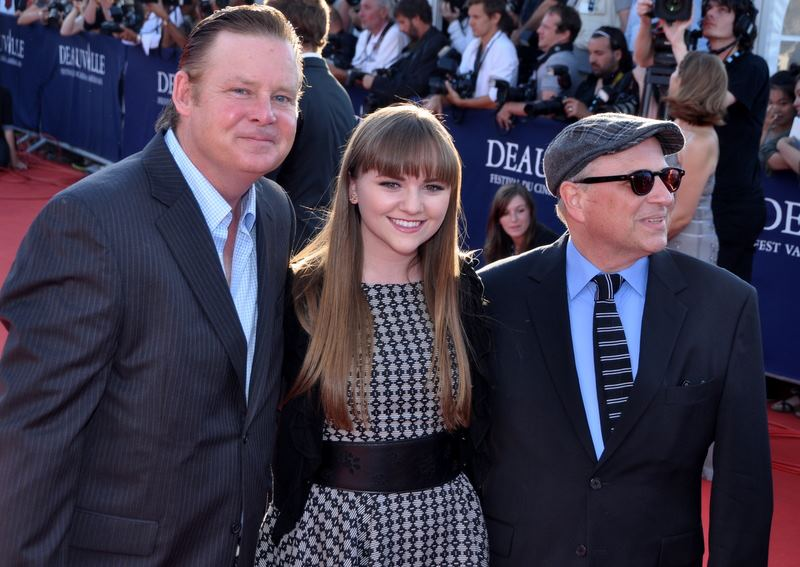
جوئل موری، تارا لین بار و بابکت گلدتویت در حال تبلیغ فیلم "خداوند آمریکا را برکت دهد" در جشنواره فیلم آمریکایی دوویل، سال ۲۰۱۲.

داستان دربارهٔ مرد میانسالی به نام فرانک (جوئل مورای) است که از همسرش، آلیسون (ملیندا پیج همیلتون) جدا شده و تنها زندگی می‌کند.

وی فردی طرفدار آزادی بیان است که از شعارها، تمسخرها، رواج عادت‌های غلط و توهین‌های رایج خسته است و هرروز در تصور خود افرادی مانند همسایهٔ اعصاب‌خردکن اش را به قتل می‌رساند.

بعد از مدتی دکتر به او می‌گوید که تومور مغزی دارد و فرانک از زندگی ناامید می‌شود.

یک روز در برنامهٔ معرفی ستاره‌ها در تلویزیون دختری لوس و بی‌ادب از خانواده‌ای پولدار، به نام کلویی (مدی هسن) می‌بیند ، فرانک نیز کلویی را می‌کشد و تصمیم می‌گیرد تا خود را نیز بکشد. در این میان دختری نام رکسی (تارا لین بر) که از مشاهده قتل کلویی خوشحال و هیجان زده است فرانک را از خودکشی منصرف کرده و پیشنهاد کشتن افراد بد و اعصاب خرد کن را به او می‌دهد...

## بازیگران
- جوئل مورای در نقش فرانک مورداک
- تارا لین بر در نقش رکسان هارمون
- مکنزی اسمیت در نقش آوا مورداک
- ملیندا پیج همیلتون در نقش آلیسون
- ریچ مک دونالد در نقش برد
- ریگان برنس در نقش مایکل فولر
- مدی هسن در نقش کلویی
- آریس آلوارادو در نقش استیون کلارک
- جف پیرسون در نقش رئیس فرانک
- لری میلر در نقش پدر کلویی

## جوایز
| سال  | جایزه             | دسته بندی                                            | دریافت کننده | نتیجه    | منبع  |
| ---- | ----------------- | ---------------------------------------------------- | ------------ | -------- | ----- |
| ۲۰۱۳ | جایزه هنرمند جوان | بهترین عملکرد در یک فیلم سینمایی توسط بازیگر زن جوان | تارا لین بر  | نامزدشده | [ ۴ ] |